# Carl Wilson

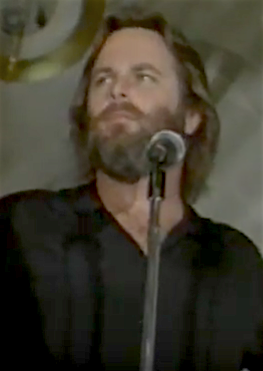
Carl Wilson, 1983

Carl Dean Wilson (* 21. Dezember 1946 in Hawthorne, Kalifornien; † 6. Februar 1998 in Los Angeles, Kalifornien) war ein US-amerikanischer Musiker. Er war Leadgitarrist und einer der Sänger der Pop/Rock-Band The Beach Boys.

## Leben

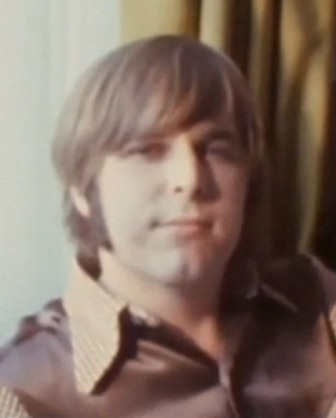
Carl Wilson

Carl Wilson kam in die Band, als er 14 Jahre alt war und noch die High School besuchte. Bei den ersten Alben in der Zeit von 1961 bis 1965 war er als Leadgitarrist und im Harmoniegesang tätig. Die Hauptstimme sang er erstmals 1964 beim Lied Pom Pom Play Girl. Seit dem 1966er Album Pet Sounds beziehungsweise auf der Single Good Vibrations sang er häufiger. Carl Wilson stand zu Beginn der Beach-Boys-Karriere im Schatten seiner Brüder Brian und Dennis Wilson. Von 1968 bis 1973 komponierte er zahlreiche Stücke für die Band, zudem war er bei vielen Liedern und Alben als Produzent tätig. Nachdem Brian Wilson 1976 wieder aktiv in die Band zurückgekehrt war, rückte Carl Wilson ins zweite Glied zurück. Als sich Brian Wilson ein Jahr später erneut zurückzog, hatten die Bandkollegen Mike Love und Alan Jardine das Ruder fest in der Hand und Carl Wilsons Rolle schrumpfte weiter. Auf dem von Jardine produzierten M.I.U. Album war Carl Wilson kaum wahrnehmbar, das Album war kommerziell und musikalisch ein Fiasko für die Gruppe. Schließlich gelang es Carl Wilson, wieder an Gewicht zu gewinnen, und bei den beiden nächsten Alben L.A. (Light Album) und Keepin’ the Summer Alive nahm er wieder eine aktivere Rolle ein.
Carl Wilson wollte in den 1980er Jahren neues Material veröffentlichen, während sich seine Bandkollegen damit begnügten, auf Tournee zu gehen und die alten Hits zu spielen. Also stieg er 1981 bei den Beach Boys aus und veröffentlichte zwei R&B-Soloalben. Beide Alben verkauften sich allerdings nur mäßig. Nachdem sich sein Debütalbum Carl Wilson lediglich in den hinteren Top-100 der US-Billboard-Charts platzieren konnte, forderte seine Plattenfirma für sein zweites Album zumindest eine Single, die in den Charts vertreten war. What You Do to Me erreichte Rang 72, dennoch verkaufte sich das Album nicht besser.
Nach dem Tode von Dennis Wilson gab Carl Wilson seine Solokarriere auf und kehrte in die Band zurück. Auf dem 1985er Album The Beach Boys trat er für die Beach Boys noch einmal kompositorisch in Erscheinung. Im selben Jahr trat er mit seinem Bruder Brian und den übrigen Beach Boys bei Live Aid auf.
Neben seiner Tätigkeit mit den Beach Boys war Carl Wilson für viele Künstler als Sänger aktiv. Er produzierte zudem 1970 ein Album für die südafrikanische Gruppe The Flame, das auf dem Label Brother Records veröffentlicht wurde. 1977 nahm er sich der Gesangskarriere von Ricci Martin an, für den er das Album Beached produzierte und komponierte.
1997 wurde bekannt, dass Carl Wilson, der seit seinem 14. Lebensjahr starker Kettenraucher war, an Lungenkrebs erkrankt war. Trotzdem machte er die 97er Welttournee der Gruppe noch zum größten Teil mit. Wilson musste, geschwächt von der Chemotherapie, die Konzerte im Sitzen abhalten und benötigte nach fast jedem Lied Sauerstoff. Nur God Only Knows sang er stehend.
Bereits im Jahr 1993 hatte Wilson gemeinsam mit seinen Freunden Robert Lamm (Chicago) und Gerry Beckley (America) an den Arbeiten zu einem gemeinsamen Album begonnen. Durch Tourneeverpflichtungen der drei Gruppen wurden die Aufnahmen immer wieder verschoben. Nach Wilsons Tod führten es Lamm und Beckley alleine zu Ende. Das Album wurde im Jahr 2000 unter dem Titel Like a Brother veröffentlicht und verkaufte sich sehr schwach. Carl Wilson ist auf dem Album mit fünf Stücken vertreten, darunter I Wish for You, sein letztes Lied, geschrieben für seine Söhne. Das Titellied Like a Brother widmete er seinen beiden Brüdern. 1997 bat Brian Wilson seinen Bruder, auf dessen Soloalbum Imagination mitzuwirken, dazu kam es aber nicht mehr.
Carl Wilson erlag am 6.

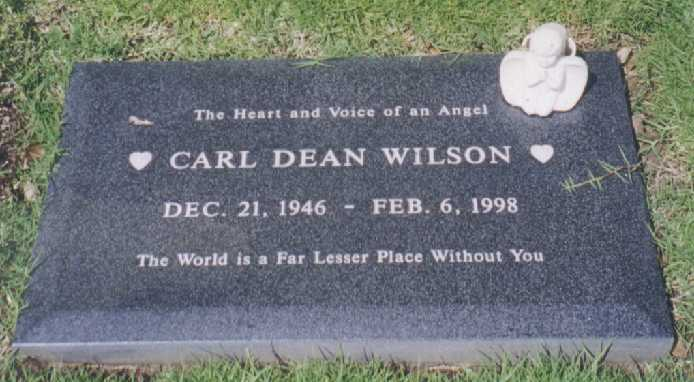
Wilsons Grab auf dem Westwood Village Memorial Park Cemetery

Februar 1998 im Alter von 51 Jahren dem Lungenkrebs und einem Gehirntumor. Nach dem Tod von Dennis Wilson im Jahr 1983 und dem endgültigen Ausstieg von Brian Wilson im Jahre 1988 gab es nun keinen Wilson mehr bei den Beach Boys.
2004 brachte Brian Wilson sein Soloalbum Gettin in Over My Head heraus, auf dem der Titel Soul Searchin’ zu finden ist. Dies war das letzte Beach-Boys-Lied, für das Carl Wilson 1996 die Lead-Stimme aufgenommen hatte.
Carl Wilson war zweimal verheiratet. 1966 heiratete er Annie Hinsche. Aus dieser Ehe stammen die Söhne Jonah und Justyn Wilson. 1987 ehelichte er Gina Martin, die Tochter von Dean Martin.

## Carl Wilson Foundation – Walk Against Cancer
Nach seinem Tod wurde die Carl Wilson Foundation gegründet. Diese veranstaltet unter dem Titel „Walk Against Cancer“ Benefizkonzerte sowie weitere Veranstaltungen. Bei den Benefizkonzerten traten neben Brian Wilson und Carl Wilsons Söhnen, mit ihrer Band In Bloom, auch Eric Clapton, Heart, Neil Diamond und weitere bekannte und unbekannte Künstler auf. Ziel der Stiftung ist es, Geld für die Krebsforschung zu sammeln und Menschen finanziell zu unterstützen, die von einer Krebserkrankung betroffen sind. Die Leitung und Organisation der Stiftung obliegt Carl Wilsons Söhnen Jonah und Justyn Wilson.

## Diskografie (Solo)
- Carl Wilson (1981)
- Youngblood (1983)
- Like a Brother (2000) (mit Gerry Beckley und Robert Lamm)

## Weitere Projekte (Auswahl)
- Tom Petty – Wildflowers (1994/Gesang), She’s the One (1996/Gut String Guitar)
- America – View from the Ground (1982/Gesang)
- Elton John – Greatest Hits (1976/Gesang), Caribou (1996/Gesang)
- Warren Zevon – I’ll Sleep When I Am Dead (1996/Gesang), Warren Zevon (1976/Gesang)
- Olivia Newton-John – Soul Kiss (1985/Gesang)
- David Lee Roth – Crazy from the Heat (1985/Gesang)
- David Cassidy – The Higher They Climb (1975/Gesang)
- Joan Jett – Good Music (1986/Gesang)
- Timothy B. Schmit – Playin’ It Cool (1984/Gesang)
- Christopher Cross – Another Page (1983/Gesang)
- The Flames (1970/Produzent/Keyboard)
- Chicago – VII, VIII, IX, X, XI (1974–1978/Gesang)
- Robert Lamm – In My Head (1999/Gesang)
- Lake – Lake II (1978/Gesang)
- Cass Elliot – Cass Elliot (1971/Gesang)
- Ricci Martin – Beached (1977/Gesang, Produzent, Songwriter)